# Софіївка (Андріївська селищна громада)
Софі́ївка — село в Україні, в Бердянському районі Запорізької області. Населення становить 538 осіб. Орган місцевого самоврядування — Андріївська селищна рада.

## Географія
Село Софіївка розташоване на лівому березі річки Кільтиччя в місці впадання в неї річки Буртиччя, вище за течією на відстані 2 км розташоване село Іванівка, нижче за течією на відстані 0,5 км розташоване село Новотроїцьке.

## Населення
Переважна більшість мешканців — болгари.

## Історія
- 1921 — дата заснування.
- У центрі села є будинок художника Ісаака Бродського, котрий народився 25 грудня 1883 (6 січня 1884) року в селі Софіївка поблизу Бердянська (в той час — Таврійська губернія Російської імперії, сучасна Запорізька область України), в єврейській сім'ї. Після переїзду Бродського із Софіївки його будинок стали використовувати як музей, а в 2000-х розікрали і закрили.